# Ron Bonham
Ronald D. Bonham (ur. 31 maja 1942 w Muncie, zm. 16 kwietnia 2016) – amerykański koszykarz, występujący na pozycji skrzydłowego, dwukrotny mistrz NBA.
Jest jednym z ponad 40 zawodników w historii, którzy zdobyli zarówno mistrzostwo NCAA, jak i NBA w trakcie swojej kariery sportowej.

## Osiągnięcia
NCAA
- Mistrz NCAA (1962)[5]
- Wicemistrz NCAA (1963)[5]
- Zawodnik Roku Columbus Touchdown Club (1963)[6]
- Zaliczony do[6]:
  - I składu:
    - All-American (1963)
    - turnieju NCAA (1963)[7]
    - MVC (1962–1964)

  - II składu All-American (1964)

- Wybrany do:
  - Galerii Sław Sportu University of Cincinnati (1986)[6]
  - Koszykarskiej Galerii Sław stanu Indiana (1991)[8]

NBA
- 2-krotny mistrz NBA (1965, 1966)[3]